# Dorothee Haroske
Dorothee D. Haroske (1968) é uma matemática alemã, que detém a cátedra para espaços funcionais no Instituto de Matemática da Universidade de Jena.

## Formação e carreira
Haroske completou um doutorado (Dr. rer. nat.) na Universidade de Jena em 1995, com habilitação em Jena em 2002. Sua tese de doutorado, Entropy Numbers and Application Numbers in Weighted Function Space of Type {\displaystyle B_{pq}^{s}} and {\displaystyle F_{pq}^{s}}, Eigenvalue Distributions of Some Degenerate Pseudodifferential Operators, foi orientada por Hans Triebel.
Em 2018 recebeu uma cátedra para espaços funcionais na Universidade de Rostock antes de retornar ao seu cargo atual em Jena.

## Livros
Haroske é autora do livro Envelopes and Sharp Embeddings of Function Spaces (Chapman & Hall, 2007). Com Hans Triebel também escreveu Distributions, Sobolev Spaces, Elliptic Equations (EMS Textbooks in Mathematics, European Mathematical Society, 2008).
É uma dos editores de Function Spaces, Differential Operators and Nonlinear Analysis: The Hans Triebel Anniversary Volume (Springer Basel AG, 2003).